# 細川町高篠
細川町高篠（ほそかわちょうたかしの）は、兵庫県三木市にある大字。旧・美嚢郡細川村大字高篠。郵便番号は673-0721。

## 地理
細川地区の北西部に位置しており、原野であった地内が開発されて開けた土地である。細川庄として藤原氏の荘園であり、冷泉家の家領になった。元々は北側に山があったが、大東亜戦争終結後に引揚者が開拓して、高畑として独立した。現在は農村地帯であるが、江戸時代になって開発されたのがほとんどである。由来は地形や植生から来ている。東側は口吉川町蓮花寺、口吉川町桃坂、加東市大畑・西側は細川町脇川・南側は細川町豊地、細川町金屋、細川町桃津・北側は細川町高畑と接する。

## 歴史
- 1954年6月1日 - 三木市編入に伴い、三木市細川町高篠になる。

### 字域の変遷
| 実施前               | 実施年       | 実施後           |
| -------------------- | ------------ | ---------------- |
| 美嚢郡細川村大字高篠 | 1954年6月1日 | 三木市細川町高篠 |

## 世帯数と人口
2022年（令和4年）2月28日現在の世帯数と人口は以下の通りである。
| 町丁       | 世帯数 | 人口  |
| ---------- | ------ | ----- |
| 細川町高篠 | 70世帯 | 170人 |

## 小・中学校の学区
市立小・中学校に通う場合、学区は以下の通りとなる。
| 番地 | 小学校             | 中学校             |
| ---- | ------------------ | ------------------ |
| 全域 | 三木市立豊地小学校 | 三木市立星陽中学校 |

## 施設
- センチュリー三木ゴルフクラブ
- 高篠公民館
- 大歳神社

## 交通

### 鉄道
地内には鉄道は走っていない。

### バス
- 神姫バス
- みっきぃバス

### 道路
- 兵庫県道20号加古川三田線